# Марат/Сад (фильм)
«Марат/Сад» (англ. «Marat/Sade») — британский художественный фильм режиссёра кино и театра Питера Брука, снятый в 1966 году по пьесе Петера Вайса «Преследование и убийство Жан-Поля Марата, представленное актёрской труппой госпиталя в Шарантоне под руководством господина де Сада». Премьера картины состоялась 22 февраля 1967 года в США. В создании фильма принимали участие кинокомпании «Марат Сад продакшен» (англ. Marat Sade Productions) и «Королевская шекспировская компания» (англ. Royal Shakespeare Company). Среди исполнителей главных ролей были Патрик Мэги, Иэн Ричардсон и Гленда Джексон.

## Сюжет
Действие происходит во Франции в 1808 году. В сумасшедшем доме «Шарантон» душевнобольные под руководством маркиза де Сада, который уже пять лет находится там, ставят шумный спектакль про знаменитого французского революционера Жан-Поля Марата. Спектакль должен отражать последние дни Марата, его крах и убийство. Все действия разворачиваются в помещении, напоминающем сцену, которая отгорожена от зрителей решёткой. Внутри, вместе с актёрами, находятся директор лечебницы мсье Кульмье, оценивающий спектакль, его жена и дочь, два охранника и медсестра. Автор этой пьесы — маркиз де Сад, аристократ и писатель. Он должен сыграть свою роль и вступить в жёсткую дискуссию с Маратом.
Спектакль сопровождается шумными песнями, а также пантомимами. Сумасшедшие актёры представляют страну в годы Великой французской революции. Марат страдает от кожной болезни и проводит всё время дома, однако с большим энтузиазмом пишет свои речи. За ним ухаживает сиделка Симона. Озлобленные люди обращаются к Марату с просьбой наказать всю аристократию и власть, которая лишает их средств к существованию и наживается за счёт народа. В нём происходит внутренняя борьба, так как он считает, что тысячи жизней не стоят победы над прогнившей властью. Шарлотта Корде, намереваясь убить Марата, приезжает из Канн в Париж и проникается ужасом, видя жестокость и бескомпромиссность революционеров. Время от времени спектакль прерывает директор лечебницы, возмущаясь пьесой. Далее актёры демонстрируют гильотину, казнь аристократии и короля Людовика XVI.

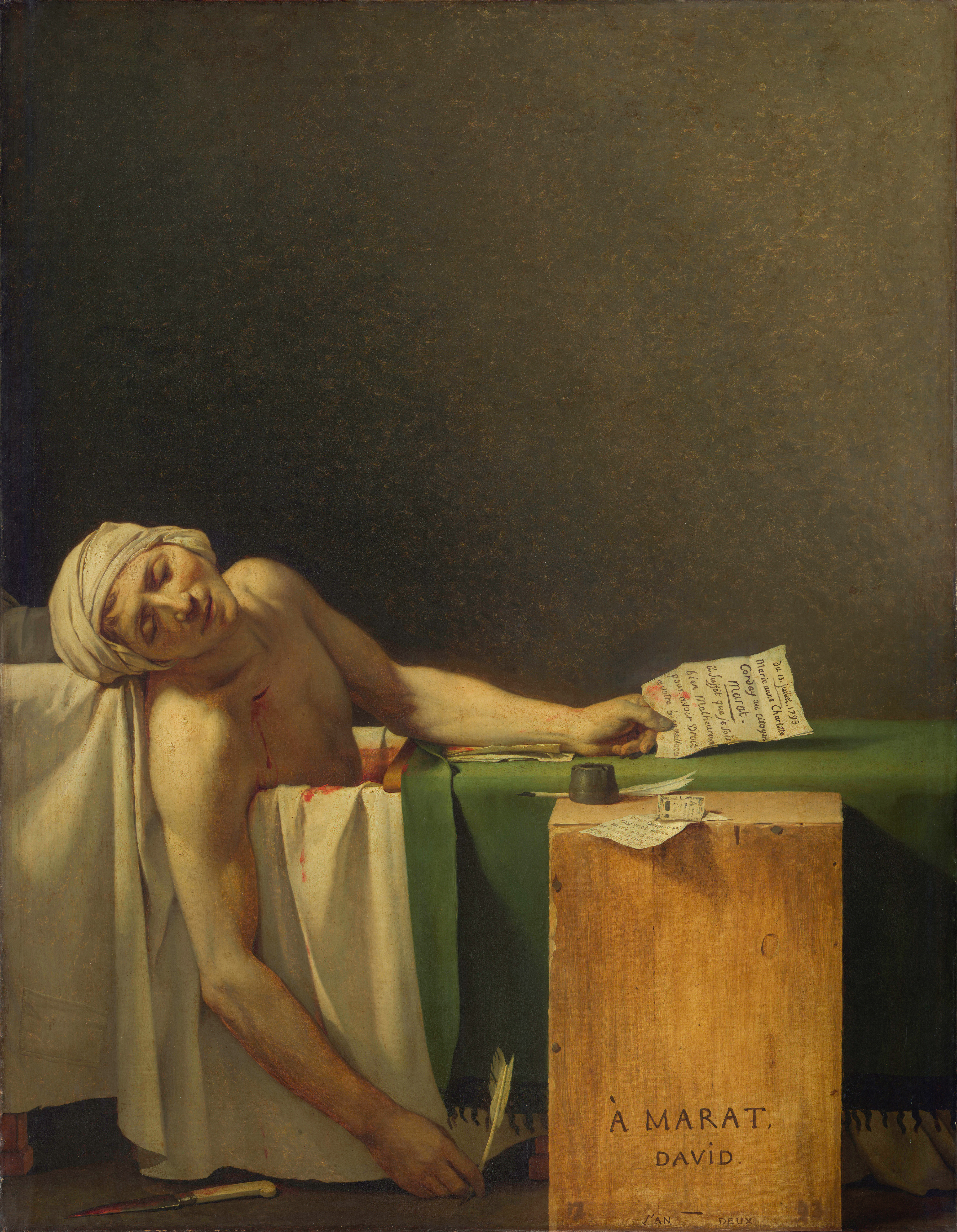
В сцене убийства Марат принимает позу из знаменитого полотна

После этого следует долгий диалог де Сада с Маратом о жизни и смерти. Де Сад размышляет о своей неизвестности, о своих воображаемых пытках, от которых ему плохо. Марат произносит речь о том, как он и его соратники начали революцию, но не смогли ею управлять. Они боролись против плохой, однообразной жизни, но после восстания их быт не изменился. Народ противится. Корде считает Марата диктатором, который добивается анархии и смуты. Бывший священник Жак Ру, ставший сторонником Жана-Поля, говорит о справедливой жизни, к которой он стремится — он хочет лишь ходить по земле, живым и здоровым, без костылей, и чтобы богатые не грабили бедных. Далее идёт бичевание де Сада. Он снимает рубашку, встаёт на колени и просит красотку, исполняющую роль Корде, высечь его. Она бьёт его своими волосами, будто это острые плети. Де Сад говорит о демонах, им порождённых, которых он не в силах убить, в то время как на улице истребляют тысячи людей. Марат произносит свой монолог: «Не обманитесь! Не ошибитесь! Берегитесь!», который вскрывает всю суть революции и неравенства. Ему оппонирует маркиз де Сад.
Марат принимает ванны, чтобы смягчить зуд. Он говорит свою речь народу Франции. Однако начинается хаос, в котором кто-то кричит «Ура Марату!», другой «Казнить Марата!». Упоминаются Дантон и Робеспьер. Всё это напоминает проигранную игру. Когда Корде приходит к Марату в третий раз, она поднимает нож, чтобы убить его. Перед смертью он должен увидеть свою страну в будущем. Звучит мелодия «Марсельезы». Марат умирает. Де Сада спрашивают, в чём смысл этой пьесы, он отвечает: «Сей пьесой пожелал на свет извлечь я великих помыслов противоречие». В финале душевнобольные актёры полностью сходят с ума. С дикими криками они нападают на охранников, избивают директора, насилуют его жену, дочь, медсестру, разбивают все декорации и предметы, душат самих себя. Де Сад зловеще смеётся. Зрители наблюдают из-за решётки. Это безумие символизирует хаос, ужас и беспорядок всей революции.

## В ролях
- Патрик Мэги — маркиз де Сад[1]
- Иэн Ричардсон — Жан-Поль Марат[1]
- Гленда Джексон — Шарлотта Корде[1]
- Майкл Уильямс — Глашатай[1]
- Клиффорд Роуз — Кульмье[1]
- Фредди Джонс — «Петух»[1]
- Хью Салливан — «Медведь»[1][2]
- Джон Хасси — недавно разбогатевшая леди
- Уильям Морган Шеппард — Безумное животное
- Джонатан Берн — «Козёл»[1][2]
- Жанетт Лэндис — «Соловей»[1]
- Роберт Лэнгдон Ллойд (в титрах указан как Роберт Ллойд) — Жак Ру[1]
- Джон Стайнер — Дюперре[1]
- Джеймс Меллор — школьный учитель
- Генри Вулф — отец
- Джон Харвуд — Вольтер
- Леон Лиссек — Лавуазье
- Сьюзэн Уильямсон — Симона Эврар[1]
- Кэрол Рэймонт — пациентка
- Мэри Аллен — пациентка

## История создания

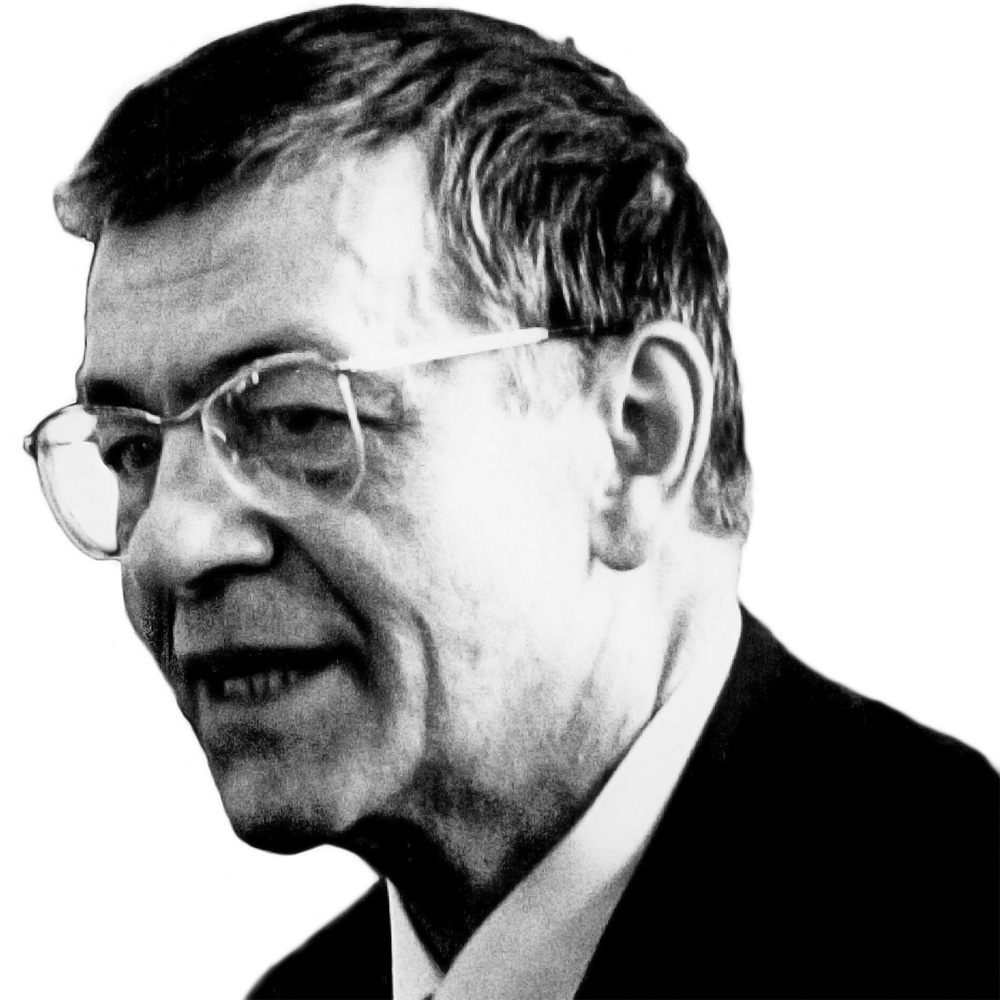
Петер Вайс

В 1964 году Питер Брук вместе с крупнейшей британской театральной организацией — «Королевской шекспировской компанией» — поставил спектакль «Марат/Сад». Пьеса была написана немецким писателем Петером Вайсом и называлась «Преследование и убийство Жан-Поля Марата, представленное актёрской труппой госпиталя в Шарантоне под руководством господина де Сада». В 1965 году Брук привёз свой спектакль в Нью-Йорк. А в следующем, 1966 году, он решил перенести театральную постановку на большой экран, и начались съёмки. Английская версия сценария была написана Эдрианом Митчеллом, по переводу с немецкого Джеффри Скелтона. Фильм снимался в Бакингемшире, на студии «Пайнвуд». Музыку для фильма написал театральный композитор Ричард Пизли, а оператором был назначен оскароносный Дэвид Уоткин. Актёры, которые были задействованы в картине, играли в том же спектакле у Брука. Для Гленды Джексон, которая исполняла роль Шарлотты Корде, это была первая заметная роль в кино. Она была номинирована на премию «Тони» за лучшую женскую роль второго плана в пьесе. В сценарий были введены также песни и танцы, которые приблизили фильм к жанру мюзикла, а постоянный революционный тон отображал шумные события 1960-х годов. В съёмках чувствуется влияние на Брука идей его духовных театральных отцов: Бертольта Брехта и Антонена Арто. Премьера состоялась 22 февраля в 1967 года в США (прокат фильма осуществлялся компанией United Artists), а 8 марта — в Великобритании. Во вступительных титрах использовалось также полное название, однако обычно все рекламные материалы используют сокращённое название.

## Критика
Повествуемый в форме стихотворений и песен, «Марат/Сад» развлекает, просвещает, волнует и ужасает в равной мере.
По сей день фильм хорошо воспринимается кинокритиками и получает положительные рецензии. На авторитетных сайтах картине дают высокие оценки. Её рейтинг на сайте Rotten Tomatoes составляет максимальные 100 %, оценка на сайте IMDb — 7,6, а на сайте «Allmovie» картина оценена на 5 звёздочек.
Знаменитый американский кинокритик Роджер Эберт оценил картину четырьмя звёздочками (максимально), восхищаясь тем, как режиссёру удалось перенести театральную постановку на экран: «Проблему переноса театрального спектакля на экран пытались решать по-разному, часто с катастрофическим результатом, но нелегко припомнить фильм, который разрешил бы её столь же триумфально, как „Марат/Сад“ Питера Брука. Ему пришлось иметь дело с дразнящей и сложной пьесой, лишённой сюжета и напряжения в их привычном смысле. Из-за своей необычной структуры он не даёт нам ни на минуту забыть о зазоре между театральными подмостками и действительностью».
Другой американский артхаусный кинокритик Джонатан Розенбаум, наоборот, говорит о неудачном переносе спектакля на экран, хотя и признаёт мастерство актёрского состава: «Сделанная Питером Бруком в 1966 году адаптация для кино одной из его величайших театральных постановок — пьесы Петера Вайса, сюжет которой основан на предположении, что маркиз де Сад поставил спектакль о Великой французской революции в Шарантонском приюте для умалишённых, — не слишком хорошо справляется с переносом на большой экран. Особенно, когда съёмки крупным планом призваны заменить многогранные мизансцены оригинального спектакля. Игра актёрского ансамбля, включающего Иэна Ричардсона, Патрика Мэги и Гленду Джексон (в её первой роли в кино), несомненно отмечена мастерством, но сложность и оригинальность исходной театральной работы оказываются, по существу, утраченными».
Обозреватель Деннис Шварц считает, что фильм может быть понятным для современного зрителя, говоря: «Хотя и не столь сильно как пьеса (несмотря на то, что режиссёр и актёры те же), фильм всё же способен достучаться до современной аудитории. Длинное название, сократившись до „Марат/Сад“, сообщает нам всё необходимое о предмете прямолинейной музыкальной хоррор-стори/исторической драмы, предлагая увлекательное исследование человеческой натуры, революций и жажды власти».

## Награды
- 1967 — приз «Специальное упоминание» на Международном кинофестивале в Локарно (Питер Брук)[18].
- 1969 — приз «Серебряная лента» от Итальянского национального синдиката киножурналистов лучшему иностранному режиссёру (Питер Брук)[18].